# Microterys postmarginis
Microterys postmarginis är en stekelart som beskrevs av Xu 2000. Microterys postmarginis ingår i släktet Microterys och familjen sköldlussteklar. Inga underarter finns listade i Catalogue of Life.